# Ophion pravinervis
Ophion pravinervis är en stekelart som beskrevs av Kokujev 1906. Ophion pravinervis ingår i släktet Ophion och familjen brokparasitsteklar. Inga underarter finns listade i Catalogue of Life.